# Eva Putnová
Eva Putnová po mężu Vykypělová (ur. 28 maja 1950 w  Brnie) – czeska lekkoatletka, sprinterka. W czasie swojej kariery reprezentowała Czechosłowację.
Zajęła 5. miejsce w sztafecie 4 × 100 metrów i odpadła w eliminacjach biegu na 100 metrów na europejskich igrzyskach juniorów w 1966 w Odessie.
Zdobyła srebrny medal w sztafecie 4 × 1 okrążenie (sztafeta czechosłowacka biegła w składzie Putnová, Vlasta Seifertová, Eva Kucmanová i Eva Lehocká) na europejskich igrzyskach halowych w 1967 w Pradze, a w biegu na 50 metrów odpadła w eliminacjach. Na kolejnych europejskich igrzyskach halowych w 1968 w Madrycie]zdobyła srebrny medal w sztafecie 1+2+3+4 okrążenia (w składzie: Putnová, Seifertová, Libuše Macounová i Emília Ovádková), a także odpadła w eliminacjach biegu na 50 metrów. Zajęła 7. miejsce w finale biegu na 50 metrów na europejskich igrzyskach halowych w 1969 w Belgradzie. Na halowych mistrzostwach Europy w 1971 w Sofii odpadła w półfinale biegu na 60 metrów.
Była mistrzynią Czechosłowacji w sztafecie 4 × 100 metrów w latach 1967–1971, wicemistrzynią w tej konkurencji w 1974 oraz brązową medalistką w biegu na 100 metrów w 1968, 1972 i 1973, w biegu na 200 metrów w 1967 i 1968, w sztafecie 4 × 100 metrów w 1966 oraz w sztafecie szwedzkiej w 1969. W hali była mistrzynią Czechosłowacji w biegach na 50 metrów i 100 metrów w 1969 oraz w biegu na 60 metrów w 1971, a także wicemistrzynią w biegach na 60 metrów i na 100 metrów w 1970 oraz w biegu na 50 metrów w 1972.
1 lipca 1967 w Otrokovicach wyrównała rekord Czechosłowacji czasem 11,5 s. Pięciokrotnie poprawiała rekord Czechosłowacji w sztafecie 4 × 400 metrów do wyniku 45,1 s (pomiar ręczny, 3 czerwca 1972 w Bratysławie) i 45,70 s (pomiar automatyczny, 28 czerwaca 1974 w Pradze). Wynik 1:39,9 w sztafecie 4 × 200 metrów z Brna 10 września 1960 jest do tej pory (maj 2021) rekordem Czech).